# Prió
Un prió o PrP —de l'anglès Prion Protein— és un agent infecciós format principalment per proteïnes. Fins fa poc temps, es pensava que totes les malalties infeccioses eren transmeses per virus, bacteris, fongs o protozous. El descobriment que determinades malalties neurològiques infeccioses eren transmeses per agents semblants als virus, pel que fa a la grandària, però sols formats per proteïnes fou doncs una de les grans sorpreses de la medicina moderna. Aquestes malalties inclouen l'encefalopatia espongiforme bovina (generalment anomenada malaltia de les vaques boges) i malalties anàlogues en altres organismes com la malaltia de Creutzfeldt-Jakob (CJD) en els éssers humans i la tremolor ovina en les ovelles.

## Història
L'impulsor principal de la hipòtesi de la implicació dels prions com a causants i transmissors únics d'aquestes malalties neurològiques infeccioses fou el neuròleg bioquímic estatunidenc Stanley Prusiner. El 1997 fou guardonat amb el Premi Nobel de Medicina, un succés que, segons l'Acadèmia de les Ciències de Suècia, “amplia les possibilitats per a una millor comprensió de les malalties com l'alzheimer, i obre les portes en la recerca de nous medicaments i teràpies”. Prusiner ha publicat prop de 200 articles i uns 10 llibres, entre els quals es troba Prion diseases i Prion biology and diseases.

## Els prions
Els prions són les proteïnes que actuen com a agents infecciosos en absència d'àcids nucleics, és a dir, sense necessitat d'ADN o ARN, com és el cas de la mutació en la PrP{\displaystyle ^{c}} que comporta l'aparició de la mutació PrP{\displaystyle ^{sc}}. Aquestes proteïnes, que més concretament són psialoproteïnes, presenten alteracions en la seva estructura secundària, de manera que això es tradueix en un plegament erroni de la seva estructura terciària. La majoria d'agents infecciosos coneguts, com ara virus, bacteris, fongs o protozous, contenen àcids nucleics i altres biomolècules orgàniques, mentre que els prions tan sols estan formats per aminoàcids i no presenten cap mena de material genètic.
Els prions són els causants de les encefalopaties espongiformes transmissibles en una gran diversitat de mamífers com l'encefalopatia espongiforme bovina, popularment coneguda com la 'malaltia de les vaques boges', la qual afecta bovins; i la malaltia de Creutzfeldt-Jakob, que afecta els humans.
Aquestes proteïnes mutades, els prions, formen agregats supramoleculars i són patògenes a causa de la conformació alternativa que adquireixen, rica en làmines beta i, a més a més, poden replicar-se.
Els prions es propaguen per mitjà de la transmissió de proteïnes anòmales amb plegaments incorrectes. Quan un prió entra en un organisme sa, actua sobre la forma normal del mateix tipus de proteïna existent a l'organisme, de manera que en modifica l'estructura i la converteix en un prió. Aquesta transformació de proteïnes normals a prions es va repetint de forma successiva a causa dels nous prions que s'acaben de formar, provocant una reacció en cadena que genera creixents quantitats de la proteïna priònica.
Tots els prions que es coneixen indueixen la formació d'amiloides plegats, en els quals actuen polimerases formant un agregat que consisteix en làmines beta molt pròximes entre si. Cal tenir en compte que la propagació del prió depèn de la presència de la proteïna normalment plegada a la qual altres prions poden induir el plegament patològic. D'aquesta manera, els organismes que no expressen la forma normal de la proteïna priònica, no podran desenvolupar o transmetre aquest trastorn.

## Proteïna relacionada amb els prions
La PrP es troba present normalment en molts animals (inclosos els éssers humans) en una forma no patològica denominada PrP{\displaystyle ^{c}} (proteïna cel·lular relacionada amb el prió), abundant al cervell. La conformació estable de la PRP{\displaystyle ^{c}} pot canviar en condicions determinades i encara desconegudes, fins a adoptar una conformació denominada PrP{\displaystyle ^{sc}} o proteïna de la tremolor relacionada amb el prió. Aquesta forma en què apareix mínimament plegada en una làmina beta, la porció N-terminal desordenada destrueix el sistema nerviós. Més sorprenent és el fet que la ingestió de PrP{\displaystyle ^{sc}} pot induir la conversió de PrP{\displaystyle ^{c}} a PrP{\displaystyle ^{sc}} en el receptor, i transmet d'aquesta forma la malaltia. Es desconeix el procés de la conversió i en què es diferencia l'estructura de la proteïna en la forma agregada de la proteïna en el seu estat normal al cervell. S'han fet estudis d'espectrometria de massa de PrP{\displaystyle ^{sc}} dissenyats per a revelar modificacions postreduccionals no caracteritzades amb anterioritat. Aquests estudis han revelat que, de fet, la PrP{\displaystyle ^{sc}} i la PrP{\displaystyle ^{c}} són idèntiques del punt de vista químic i, per tant, va semblar més probable que diferissin en les seves estructures secundària o terciària, o en ambdues. Estudis sobre la CJD demostren que les conformacions de la PrP{\displaystyle ^{sc}} i la PrP{\displaystyle ^{c}} són força diferents. L'estructura de la proteïna PrP{\displaystyle ^{c}} normal té grans regions en hèlix alfa (40% aproximadament) i relativament poca estructura en cadena beta (aproximadament un 3%).
L'estructura de la forma de la proteïna present en els cervells infectats, PrP{\displaystyle ^{sc}}, encara no ha estat determinada, a causa de la dificultat afegida de la seva naturalesa insoluble i heterogènia. Tanmateix, una varietat considerable de dades (estudis per RM del domini globular) indiquen que algunes parts de la proteïna que estaven en hèlix alfa o girs s'han convertit en conformacions en cadena beta, originant els següents percentatges: 30% d'hèlix alfa i 45% de làmines beta. Les cadenes beta d'una proteïna s'uneixen amb les d'una altra proteïna i formen cadenes beta, que uneixen dues proteïnes i faciliten la formació d'agregats, que s'anomenen formes amiloides. És evident que el canvi de conformació de la PrP{\displaystyle ^{c}} a PrP{\displaystyle ^{sc}} és autocatalític: la PrP{\displaystyle ^{sc}} indueix la conversió de PrP{\displaystyle ^{c}} a PrP{\displaystyle ^{sc}}. Tot i així, hi ha una creixent evidència que aquesta conversió és facilitada per una acompanyant molecular, encara no identificada, denominada proteïna X.
A partir del fet que l'agent infecciós en les malalties priòniques és una forma agregada de la proteïna, ja que és present en el cervell, ha sorgit un model explicatiu per a la transmissió de la malaltia. Els agregats de proteïna formats a partir de formes anormals de la PrP actuen com a factor de nucleació al qual s'uneixen altres molècules de PrP. Així, les malalties priòniques es poden transferir d'un organisme concret a un altre amb la transferència d'aquest factor de nucleació. Probablement, l'epidèmia de les vaques boges al regne unit als anys 90 es va basar en aquesta hipòtesi de transmissió.
En les cèl·lules es diposita PrP{\displaystyle ^{sc}} en vesícules citosòliques, en comptes de quedar ancorades en la membrana de la superfície cel·lular, com les PrP{\displaystyle ^{c}}. Tant les PrP{\displaystyle ^{c}} com les PrP{\displaystyle ^{sc}} se sotmeten finalment a una degradació proteolítica a la cèl·lula. No obstant això, tot i que la PrP{\displaystyle ^{c}} es degrada en la seva totalitat, la PrP{\displaystyle ^{sc}} només perd els seus 67 residus N terminals per formar un nucli de 27 a 30 kDa, resistent a proteases. Aquest derivat encara té moltes làmines beta i, per tant, tendeix a formar plaques amiloides responsables directament de la degeneració neuronal, característica de les malalties per prions.

## Estructura de la proteïna PrPc{\displaystyle ^{c}}nativa
La PrP{\displaystyle ^{c}} (proteïna cel·lular priònica) és una glicoproteïna codificada pel gen autosòmic dominant PRNP del cromosoma 20. És sintetitzada al citosol de la cèl·lula, tot i que després és transportada cap al reticle endoplasmàtic i posteriorment a l'aparell de Golgi, on es modifiquen els seus monosacàrids i s'hi afegeix un àcid siàlic. El seu últim destí és la membrana plasmàtica, on normalment es troba localitzada, bàsicament a la matriu extracel·lular.
Pel que fa a la seva estructura, es tracta d'una proteïna constituïda per una sola cadena peptídica d'uns 209 aminoàcids i un pont disulfur en l'espècie humana. A més a més, presenta un empaquetament compacte amb quatre hèlix alfa (42% hèlix alfa i 3% làmines beta) i oligosacàrids força complexos units a la proteïna. La PrP{\displaystyle ^{c}} és hidròfoba, però soluble quan hi trobem presents quantitats importants de soluts solubles apolars. També és de remarcable importància la seva sensibilitat cap a l'acció de les proteases. És de la magnitud de 33-35kD.
Normalment, la PrP{\displaystyle ^{c}} es presenta ancorada a la superfície de les neurones mitjançant una molècula de GPI (glicosilfosfatidilinositol), per tant, es troba molt present en el sistema nerviós central i, en concret, se situa en els botons sinàptics de les cèl·lules neuronals. Tanmateix, encara es desconeix la funció que aquesta proteïna hi duu a terme, tot i que la seva localització fa pensar que pugui estar relacionada amb algun procés sinàptic. També s'ha trobat presència de la PrP{\displaystyle ^{c}} en alguns epitelis excretors, però amb uns índexs molt inferiors respecte als del cervell.
Estudis recents han tractat d'esbrinar la funció que la proteïna PrP{\displaystyle ^{c}} té en el nostre organisme. S'ha demostrat que els nivells d'aquesta proteïna realment mantenen una correlació amb la diferenciació de precursors neuronals. En concret, s'ha comprovat que els nivells d'aquesta proteïna estan directament relacionats amb l'augment de la taxa de diferenciació dels precursors multipotents. De la mateixa manera, també s'ha vist que en augmentar aquesta taxa de diferenciació de les cèl·lules neuronals multipotents, s'afavoreix la producció de neurones madures.

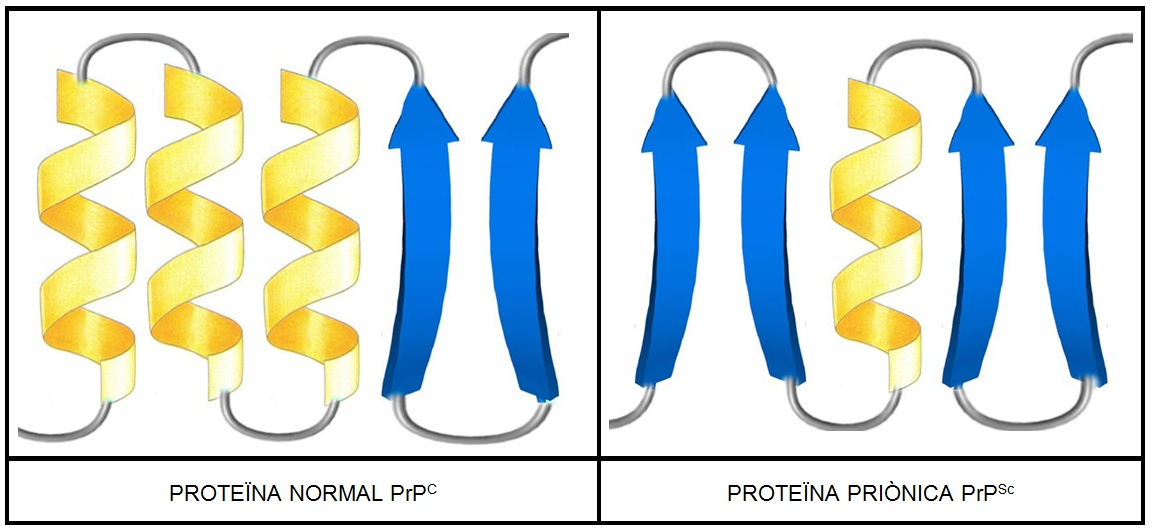
Diferències estructurals entre la proteïna normal PrP i la seva forma anòmala PrP

## Estructura de la proteïna patològica (PrPsc{\displaystyle ^{sc}})
Aquesta proteïna es considera una isoforma de la PrP{\displaystyle ^{c}}. Tanmateix, les diferències entre ambdues són considerables. La PrP{\displaystyle ^{sc}} o proteïna priònica cel·lular scrapie es diferencia essencialment de la forma no patològica per la seva estructura consistent principalment en làmines beta (43% làmines beta, 30% hèlix alfa). A més, presenta resistència parcial a les proteases, és a dir, que és resistent contra l'acció d'aquestes, i és insoluble. Aquest fet és cosa que permet diferenciar les dues proteïnes al laboratori. Un altre factor molt important és la seva facilitat per agregar-se i formar, així, agregats de plaques amiloides extracel·lulars, que seran els majors causants de la seva acció patològica. A més a més, presenta un aspecte de fibril·les o bastons si és purificada per centrifugació. És de la magnitud de 27-30kD.

## Conversió de PrPc{\displaystyle ^{c}}a PrPsc{\displaystyle ^{sc}}
El desconeixement d'aquest procés amb suficient seguretat implica que actualment no sigui possible trobar una cura o una solució prou eficient per a les diverses patologies, moltes d'elles greus i letals, causades per la PrP{\displaystyle ^{sc}}. Tanmateix, des de fa dècades, s'estan fent estudis sobre aquestes proteïnes i el gen que codifica la PrP{\displaystyle ^{c}}.
Actualment, diversos estudis han confirmat que ambdues formes, tot i que són codificades pel mateix gen, no poden ser el resultat d'un procés alternatiu del mRNA, perquè en la majoria d'espècies estudiades la seqüència que codifica la proteïna es troba en un únic axó. Una explicació al respecte, confirmada també per estudis, proposa que la PrP{\displaystyle ^{sc}} és un derivat post-traduccional de la forma no patològica. A més, aquesta hipòtesi concorda amb les observacions fetes per B. Oesch i K.Basler, que postulaven que la PrP{\displaystyle ^{sc}} s'acumula lentament als cervells dels animals infectats, encara que els nivells de mRNA romanguin estables durant el desenvolupament de la malaltia.
D'altra banda, un punt clau que encara continua essent un misteri és l'origen de la forma patològica, la PrP{\displaystyle ^{sc}}. Aquest descobriment seria fonamental per al tractament de les malalties que causa aquesta proteïna, ja que els agents infecciosos semblen estar compostos en la seva totalitat o en gran part per aquesta. Alternativament, també podria resultar de gran utilitat conèixer com la forma PrP{\displaystyle ^{c}} adquireix la forma PrPsc patològica, o d'una altra forma, com adquireix la 'resistència a les proteases. Així, es podria intentar desenvolupar fàrmacs que inhibeixin aquesta conversió.
A continuació es detallen les diverses explicacions que tracten d'explicar aquest canvi o conversió de la forma innòcua a la patològica. Tanmateix, tal com s'ha explicat, cap d'aquestes explicacions consta de la suficient corroboració per part dels experts.
- La PrP{\displaystyle ^{sc}} podria induir la conversió de la proteïna PrP{\displaystyle ^{c}} a la forma patològica PrP{\displaystyle ^{sc}}. D'aquesta forma tindríem dues còpies de PrP{\displaystyle ^{c}} idèntiques. Així, els heterodímers podrien actuar com a intermediaris per a la síntesi de la PrP{\displaystyle ^{sc}}. D'aquesta forma, se seguiria la llei del prió de Stanley Ben Prusiner.[7] Tanmateix, no s'ha trobat cap agregat de PrP{\displaystyle ^{c}}-PrP{\displaystyle ^{sc}}.
- Un procés de polimerització en cadena, iniciat per la PrP{\displaystyle ^{sc}} inoculada que podria actuar com a cristall iniciador.[8]
- No s'abandona la idea d'una modificació post-traduccional.
- Altres molècules podrien influir o catalitzar d'alguna manera aquesta conversió.
- Finalment, altres investigadors, a partir dels resultats de diferents estudis, postulen que les xaperones podrien intervenir també en aquest procés.

Com ja s'ha esmentat, cap d'aquestes possibles hipòtesis pot ser considerada com a veritable amb el qual coneixem avui dia sobre aquest procés de conversió estructural i morfològic. Tot i així, trobem evidències que confirmen que d'alguna manera o altra, aquesta conversió de la PrP{\displaystyle ^{c}} a la PrP{\displaystyle ^{sc}} s'ha de dur a terme. A tall d'exemple, B. W. Caughey i P.T. Lansbury van comprovar que, en barrejar ambdues formes en un tub d'assaig, la PrP{\displaystyle ^{c}} es convertia en PrP{\displaystyle ^{sc}}, de manera que finalment, només es trobava present la PrP{\displaystyle ^{sc}}.
Ara bé, si entrem en detall i tractem de saber com es produeix específicament, a nivell molecular aquest canvi, les explicacions són encara més variades i dubtoses. Aquestes possibles hipòtesis intenten explicar com es produeix aquest canvi de manera que variï l'estructura de la proteïna, pel que fa al predomini de làmines beta en la forma patològica i la resistència a proteases i la insolubilitat adquirida. Una hipòtesi més acceptada és que el trencament del pont disulfur seria el responsable de la pèrdua d'aquesta estructura d'hèlix alfa, de manera que restarien radicals –SH, molt presents en la làmina beta. Finalment, una altra possible explicació seria la substitució d'un aminoàcid de prolina per leucina. Aquest fet, causaria la desestabilització de l'estructura terciària de la proteïna PrP{\displaystyle ^{c}}, que més endavant es transformaria en la PrP{\displaystyle ^{sc}}. Aquesta última explicació es veu reforçada en comparar el gen PRNP en persones sanes i malaltes.

## Contagi de l'estructura làmina beta i formació de plaques amiloides

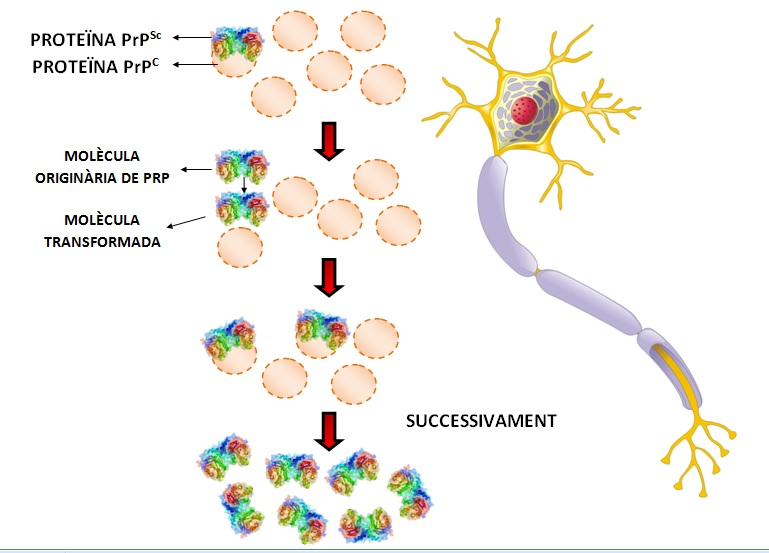
Mecanisme de transmissió de la proteïna priònica PrP

Una proteïna globular en forma d'hèlix alfa d'una membrana neuronal entra en contacte amb una proteïna PrP{\displaystyle ^{sc}}, la qual actua d'agent infecciós fent que la PrP{\displaystyle ^{c}} canviï la seva estructura. Aquesta nova estructura estarà constituïda principalment per làmines beta, i, per tant, serà plana. Aquest canvi de conformació provocarà que la proteïna PrP{\displaystyle ^{c}} esdevingui una proteïna patògena, PrP{\displaystyle ^{sc}}. Com a conseqüència d'aquesta nova conformació, la proteïna mutada no pot ser degradada, per la qual cosa actua com a agent infecciós sobre una altra PrP{\displaystyle ^{sc}} induint el plegament anòmal de manera exponencial. Aquest procés és el causant de l'acumulació d'agregats de PrP{\displaystyle ^{sc}} en forma de plaques amiloides, és a dir, agregats proteics patògens que s'acumulen en forma de fibres insolubles i que destrueixen les neurones, la qual cosa provoca forats al cervell.

## Transport fins al cervell
A partir d'una ingesta contaminada, l'agent patogen és transportat per l'epiteli intestinal, des d'on entra a les cèl·lules M (amb capacitat transportadora de macromolècules a través de cèl·lules de l'epiteli intestinal) mitjançant transcitosi. A continuació, l'agent entra dins de les cèl·lules migratòries i dels macròfags. Un cop reconegut l'antigen, se sintetitza un anticòs contra el prió. Aquesta immunoglobulina, però, no té cap eficàcia, per la qual cosa el prió és transportat pel sistema immunitari i s'acumula a la melsa i als ganglis limfàtics, els quals estan en contacte amb nervis. Aquest fet provoca la transmissió dels prions al teixit nerviós, afectant greument el cervell de l'organisme hoste. La mort neuronal que provoca el prió es produeix perquè les PrP{\displaystyle ^{sc}} són insolubles i resistents a les proteases (agents digestius dels lisosomes). Per això, les PrP{\displaystyle ^{sc}} s'acumulen als lisosomes, incapaços de degradar-les, de manera que augmenten de volum fins que es produeix la lisi d'aquests orgànuls. Com a conseqüència, els fluids de caràcter àcid que estaven continguts als lisosomes s'alliberen pel medi intracel·lular, provocant així la mort de la cèl·lula.

## Hipòtesi sobre la síntesi de prions

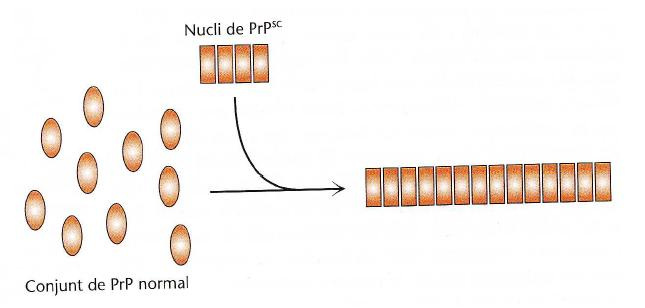
Nucli de PrP^{sc} indueix el seu propi creixement facilitat per l'adició de PrP normal

L'estranya composició dels prions planteja l'interrogant de com se sintetitzen. Hi ha tres visions:
1. Tot i les evidències que contradiuen aquesta teoria, els prions podrien contenir un genoma d'àcids nucleics protegits, en part, contra la detecció; és a dir, els prions són virus convencionals. Això no obstant, l'enorme i encara creixent informació referida a la naturalesa dels prions fa aquesta noció cada cop menys versemblant.
2. D'alguna manera, els prions podrien codificar la seva pròpia seqüència d'aminoàcids per “traducció inversa”, amb el fi d'obtenir un àcid nucleic que, en condicions normals, sigui traduït pel sistema cel·lular. És obvi que aquest procés s'oposa directament al “dogma central de la biologia molecular” que estableix que la informació genètica flueix en sentit unidireccional des dels àcids nucleics fins a les proteïnes. Com a alternativa, els prions podrien catalitzar de manera directa la seva pròpia síntesi.
3. Les cèl·lules susceptibles portarien un gen que codifica la PrP corresponent. La infecció d'aquestes cèl·lules per prions activa aquest gen o altera el producte proteic per alguna via autocatalítica. Aquesta darrera hipòtesi es considera el mecanisme més possible de replicació dels prions.

## Malalties associades a prions
Certes malalties infeccioses que afecten al sistema nerviós central es van classificar a l'inici com a malalties causades per “virus lents”, perquè trigaven mesos, anys o fins i tot dècades en desenvolupar-se. Ara, es coneix que són causades per prions i se les anomena "Malalties priòniques" o "Encefalopatíes espongiformes transmissibles" (EETs) totes elles neurodegeneratives i amb desenllaç fatal. Entre aquestes malalties es troben l'encefalopatia espongiforme bovina (BSE o malaltia de les vaques boges),la síndrome d'Alpers, el kuru, la Síndrome de Gerstmann Straussler Scheinker (GSS), l'insomni fatal familiar (IFF), la malaltia de Creutzfeldt-Jakob (CJD) i l'scrapie.
El nom d'EETs és degut al fet que en totes aquestes malalties les neurones desenvolupen grans vacúols que confereixen al teixit cerebral un aspecte microscopic similar a una esponja. És conegut que cap de les malalties TSE mostra signes de processos inflamatoris o febre, fet indicatiu que el sistema immunitari no s'activa ni es deteriora per la malaltia.
Les EETs poden ser esporàdiques (les mes freqüents en persones com el CJD esporàdic), d'origen genètic (com l'IFF, la GSS o el CJD familiar) o adquirides (com la EEB, l'Scrapie, el CWD, el Kuru o la variant de CJD associat al cosum de prions de vaca boja).

### Encefalopatia espongiforme bovina(EEB)
També coneguda com a malaltia de les vaques boges, és una malaltia neurològica degenerativa, que causa una degeneració espongiforme al cervell i a la medul·la espinal. Té un període d'incubació d'uns 5 anys. Es va detectar per primera vegada al Regne Unit a finals del 1985. Aviat es va transformar en epidèmia, i en el pic més elevat, el 1993, es van detectar més de 3000 casos de BSE (de l'anglès Bovine Spongyform Encephalopathy) al mes, amb una incidència anual de l'1% de la població britànica bovina. La teoria acceptada és que la BSE va sorgir com a conseqüència d'alimentar el bestiar boví amb farina de carn i ossos obtinguts d'ovelles infectades per scrapie. En el 1988, un cop que el Regne Unit va prohibir l'alimentació de remugants amb proteïnes derivades de remugants (llevat la llet) l'epidèmia de la BSE va disminuir ràpidament accelerada pel sacrifici d'una gran quantitat de bestiar boví en risc de patir la malaltia.
Es creu que la malaltia es va transmetre als humans mitjançant la ingesta de productes carnis provinents de bovins infectats per la BSE. En els humans, aquesta malaltia es coneix com a variant de la malaltia de Creutzfeld-Jakob.

### Malaltia caquectitzant crònica dels cèrvids (CWD)
Coneguda com a CWD per les sigles en anglès : Chronic wasting disease. Afecta a diverses espècies de cèrvids tant captius com silvestres de Nord-amèrica i, des del 2016 s'ha detectat també en cèrvids silvestres de països escandinaus (Noruega, Suècia i Findlàndia). Es tracta d'una malaltia priònica molt contagiosa i de difícil control ja que els animals afectats excreten prions infecciosos per diferents vies (incloent femta, saliva i orina). Es caracteritza per una pèrdua de pes. No hi ha evidències de que sigui una zoonosi. Els estudis fets demostres que les soques europees son diferents de les americanes.

### Malaltia priònica dels camells (CPD)
Coneguda com a CPD per les sigles en anglès: Camel Prion Disease. Es va descriure a per primer cop a Algèria el 2018. Es desconeix si pot tenir relació amb la EEB o l'scrapie i si és transmissible a les persones.

### Síndrome d'Alpers
És una malaltia degenerativa del sistema nerviós central que afecta principalment a infants. El quadre simptomatològic és un retard mental progressiu, hipotonia (disminució del to muscular), espasticitat (símptoma a causa d'un trastorn motor del sistema nerviós central en què alguns músculs es troben constantment contrets) que pot derivar en una tetraplegia, i una progressiva demència. Es donen convulsions, que poden ser de tipus epilèptic. També es pot presentar sordesa, o atròfia ocular, que sovint dona lloc a ceguera. En contra de l'esperat, sovint també es manifesten disfuncions cròniques del fetge.

### Kuru
És un trastorn cerebral degeneratiu del poble Fore de Papua Nova Guinea. Aquesta malaltia es transmetia per canibalisme ritual. El seu nom significa tremolor. També es coneix com a mort del riure. Causa afeccions tant psicològiques com neurològiques que acaben amb la vida del pacient en una mitjana de 12 mesos. Es caracteritza per falta de coordinació muscular del tronc, mals de cap constants, dolors i tremolors de les extremitats.

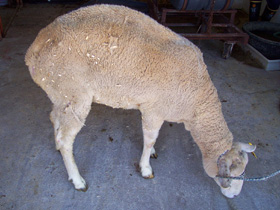
Ovella afectada per scrapie

### Scrapie
És un trastorn neurològic que afecta a ovelles i cabres i rep aquest nom per la tendència de les ovelles infectades a eliminar la seva llana per fricció (es freguen contra els cercs en un esforç per mantenir-se dret, a causa de l'atàxia o pèrdua de la coordinació muscular). L'agent de scrapie sembla un sol tipus de proteïna. Es va establir aquesta conclusió a partir de les observacions que l'agent de scrapie s'inactivava per substàncies que modificaven proteïnes, per exemple proteases, detergents, fenol o urea, mentre que no s'afecta per agents que alteren els àcids nucleics, per exemple nucleases, irradiacions UV i substàncies que reaccionen de manera específica amb els àcids nucleics. Les propietats de l'agent del scrapie que el distingeixen dels virus i els plasmidis, van comportar la seva denominació com a prió (per proteïna infecciosa absent d'àcids nucleics). La proteïna de scrapie, denominada PrP, consta de 208 residus, en la seva majoria hidròfobs.

### Scrapie atípic o Nor98
S'han descrit algunes soques de Scrapie en cabres i ovelles que es creu que son d'origen esporadic ja que els casos es donen en animals aïllats i no sembla que hi hagi transmissió horitzontal. El passat 2019 es van associar aquests casos a un possible origen de l'Encefalopatia espongiforme bovina (EEB), les vaques s'haurien pogut contagiar menjant pinso contaminat amb aquests prions atípics d'ovella.

### Malaltia de Creuzfeldt-Jakob
La malaltia de Creutzfeldt-Jakob forma part d'un conjunt de malalties anomenades encefalopaties espongiformes transmissibles, denominades així per la característica aparició de forats en els cervells contaminats, que fan els teixits de massa encefàlica semblants a esponges si s'observen al microscopi en estadis avançats de la malaltia. Tot i que existeixen diversos tipus d'aquesta patologia, aquesta és, en general, poc prevalent, amb l'aparició d'aproximadament un cas per cada milió de persones. Se sol donar al voltant dels 60 anys, i en la majoria dels casos resulta letal després d'un any d'evolució.
Es poden diferenciar tres variants principals d'aquesta malaltia:
MCJ esporàdicaÉs la variant més freqüent, perquè comporta el 85% dels casos i és d'origen idiopàtic sense factors de risc associats.
MCJ hereditàriaon muta un gen que comporta l'aparició del prió responsable de la malaltia, i s'associa a un 10-15% dels casos reportats.
MCJ adquiridaÉs molt poc freqüent, amb al voltant d'un 1% respecte al total dels casos. Pot ser per causes iatrogèniques, associades al trasplantament de còrnia, hormona del creixement o implants de duramàter provinents d'un cadàver o per la MCJv, que és la variant de la malaltia associada al prió causant del mal de les vaques boges.

#### Símptomes
Atès que cursa de forma molt similar a alguns tipus de demència, els primers símptomes de la MCJ no difereixen gaire dels presentats per aquestes, tot i que sí que avancen molt més ràpidament. Es pot destacar la pèrdua de memòria a curt termini, els canvis de personalitat, la pèrdua del raonament i els problemes de coordinació muscular.
A mesura que avança la malaltia, es pot presentar ceguesa i problemes de bufeta. S'acaba per perdre la capacitat de la parla i molt sovint s'entra en coma quan la malaltia ja ha avançat massa.

#### Causes
Es creu que la malaltia és causada per un canvi conformacional de la proteïna priònica PrP, que modificaria la conformació de la forma soluble cel·lular normal, PrP{\displaystyle ^{c}}, per a donar la configuració tòxica, PrP{\displaystyle ^{sc}}, que polimeritza en fibres amiloides insolubles que causen les patologies neuronals.
També s'ha observat que els productes de peroxidació lipídica són elevats en les primeres etapes de les malalties priòniques, el que determina que no es pugui excloure que part de la sinaptotoxicitat en la primera etapa de la malaltia es degui a la presència de radicals lliures relacionats amb la propagació de la configuració tòxica.
La PrP{\displaystyle ^{c}} és codificada en humans per un gen situat al braç dret curt del cromosoma 20. Les seves mutacions donen lloc a patologies com la Síndrome de Gerstmann-Sträussler, la MCJ hereditària o l'insomni familiar fatal.

#### Diagnòstic
Com que als inicis de la malaltia se sol realitzar una avaluació del sistema nerviós i de l'estat mental del pacient, i més tardanament, una avaluació del sistema motor, es denoten certs punts clau que són indispensables per al diagnòstic:
- Excés de reflexos en les respostes musculars o reflexos anormals.
- Variació en el to muscular.
- Espasmes musculars.
- Pèrdua de coordinació.
- Pot estar associada amb els canvis al cerebel, que donen lloc a l'atàxia cerebel·losa.
- Es poden donar àrees de ceguesa que es descobriran amb un examen oftalmològic, encara que la majoria de vegades el pacient no en sigui conscient.

Es poden realitzar posteriorment anàlisis de sang per tal de descartar altres formes de demència i també per buscar certs marcadors que de vegades es presenten.
Hi ha, igualment, certes proves que acostumen a ser definitives per tal d'aportar un diagnòstic:
- TAC cerebral
- Electroencefalograma (EEG)
- Imatgeria per ressonància magnètica del cervell
- Punció raquídia per tal d'avaluar la proteïna 14-3-3.

De totes maneres, la malaltia només es pot confirmar post-mortem durant l'autòpsia, extraient una mostra de teixit cerebral i analitzant-la al microscopi, cosa que ens permetrà observar els forats de la massa encefàlica característics d'aquesta malaltia.

#### Tractament
Actualment, no es disposa d'un tractament efectiu per a aquesta malaltia.

#### Prevenció
El risc de transmissió entre persones és baix, tot i així, hi ha algunes mesures de precaució que s'han d'aplicar estrictament per tal d'evitar riscos. En primer lloc, les persones malaltes d'aquesta patologia o que podrien tenir-ne un factor hereditari no han de donar mai sang, teixits o òrgans. Les persones responsables de cuidar aquests pacients, els professionals de la salut i el personal funerari han d'adoptar certes mesures quan treballen amb una persona que té MCJ:
- Rentar-se la pell exposada abans de beure, fumar o menjar.
- Cobrir qualsevol tall, pell malalta o abrasió dèrmica amb benes impermeables.
- Portar guants quirúrgics quan es manipulen teixits o fluids del malalt, i utilitzar protecció a la cara si hi ha risc d'esquitxar-se amb sang o fluid cerebroespinal.
- Desinfectar tot el material que ha estat en contacte amb el pacient en una solució en clor diluït durant una hora, i utilitzar després l'autoclau durant una hora a 132-134 °C. En el cas del material domèstic, com la roba de llit, si no pot ser d'un sol ús, també s'haurà de desinfectar amb clor i procedir després al rentat quotidià.